# Adelges nordmannianae
Adelges nordmannianae är en insektsart som först beskrevs av Karl Eckstein 1890.  I den svenska databasen Dyntaxa används istället namnet Dreyfusia nordmannianae. Enligt Catalogue of Life ingår Adelges nordmannianae i släktet Adelges och familjen barrlöss, men enligt Dyntaxa är tillhörigheten istället släktet Dreyfusia och familjen barrlöss. Arten är reproducerande i Sverige. Inga underarter finns listade i Catalogue of Life.